# Jerseyville
Jerseyville település az Amerikai Egyesült Államok Illinois államában, Jersey megyében, melynek megyeszékhelye is. Lakosainak száma 8337 fő (2020. április 1.).

## Népesség
A település népességének változása:

| 2010 | 8 465 |
| 2020 | 8 337 |